# Doppel (Tennis)

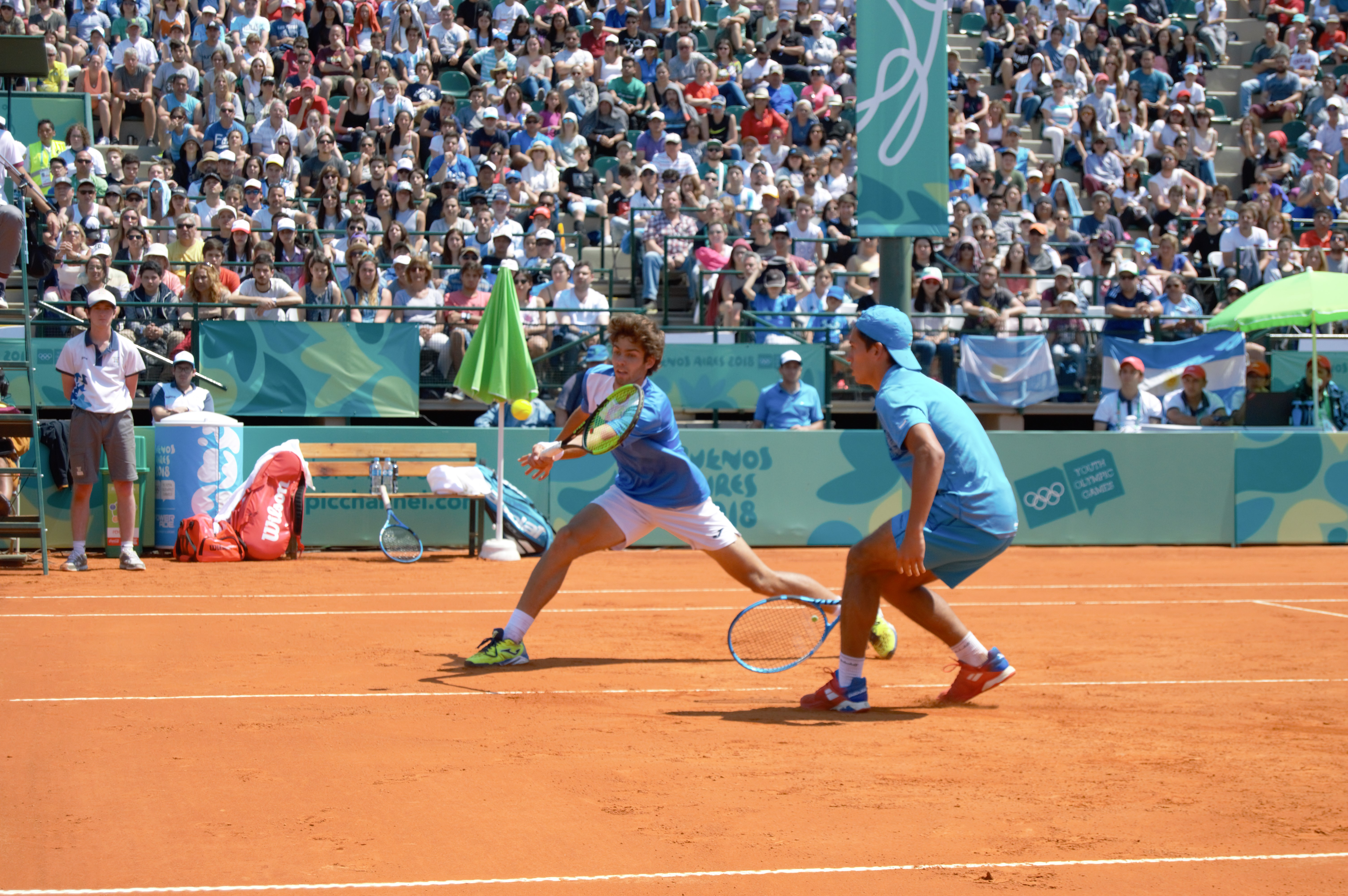
Doppelspieler am Netz

Wettkampfmäßig wird Tennis als Einzel, bei dem ein Spieler gegen einen anderen antritt, oder als Doppel, mit je zwei Spielern, gespielt. In den Verbänden haben sich dafür jeweils reine Herren- und Damen-Wettbewerbe sowie das Gemischte Doppel (Mixed) – mit je einem männlichen und weiblichen Spieler auf Seiten beider Gegner – etabliert. In gleicher Konstellation werden auch Doppel im Rollstuhltennis ausgetragen.

## Tennisplatz

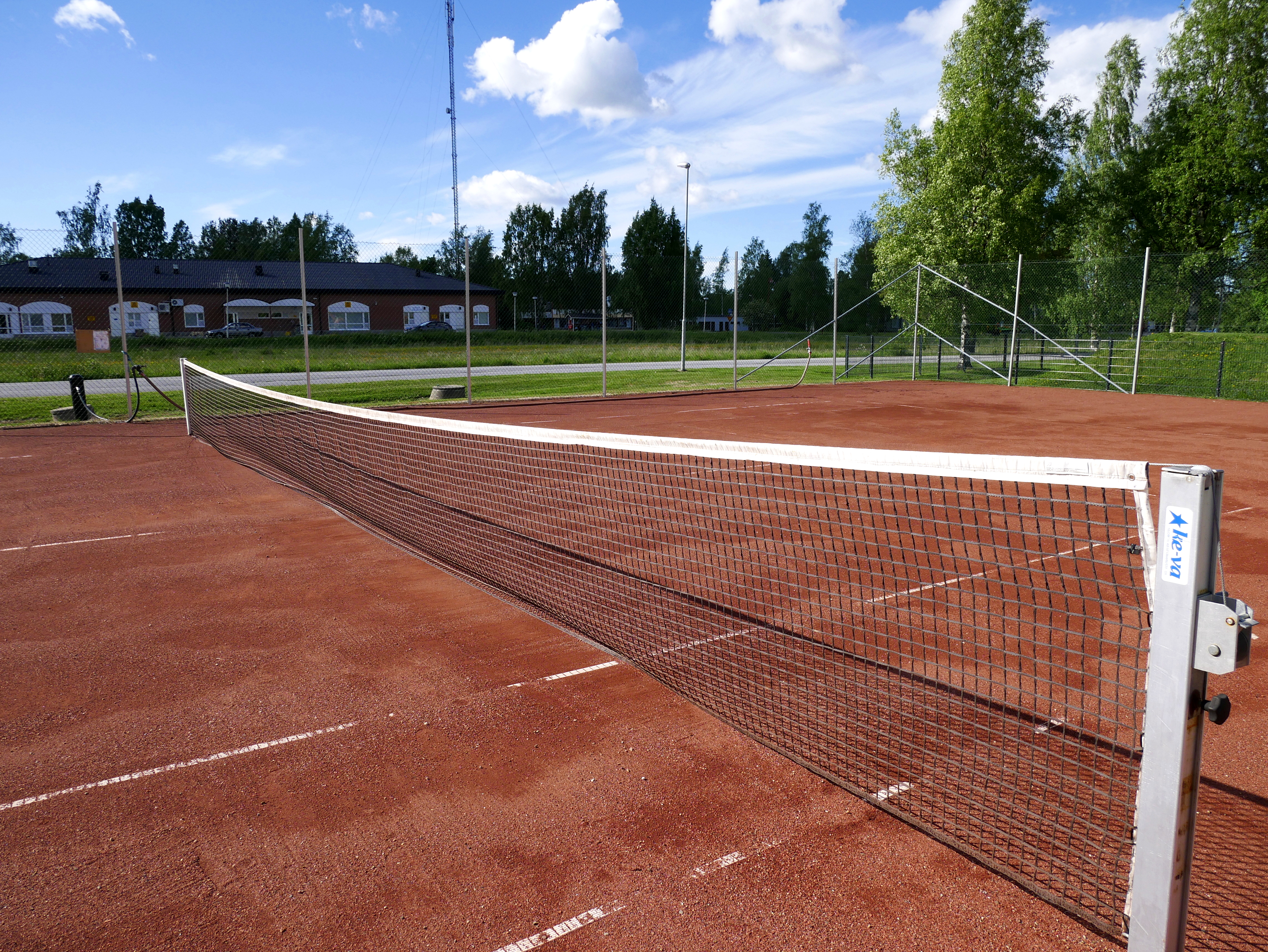
Netzverlauf im Doppel

Auf einem Tennisplatz in Standardgröße gibt es zwei Streifen an beiden Längsseiten des Platzes, die als „Doubles Alleys“ bezeichnet werden. Diese Streifen sind jeweils 1,37 Meter breit, wodurch die Platzgröße für Tennis-Doppel mit 10,97 Metern insgesamt 2,72 Meter breiter ist, als bei Einzelspielen. Nachdem vier Spieler auf dem Platz sind, ist jeder Spieler für einen kleineren Bereich als im Einzel (5,48 Meter zu 8,23 Meter) zuständig, wodurch ein Tennis-Doppel weniger laufintensiv ist. Auf beiden Seiten ragt das Netz 3 ft (0,914 m) über das Spielfeld hinaus. Dadurch ist das Netz bei Doppelspielen breiter als bei Einzelspielen. Nachdem das Netz in der Mitte 3 ft (0,914 m) und an den Seitenenden genauso hoch wie im Einzel ist, nämlich 3,5 ft (1,07 m), ist das Netz in seinem Verlauf nach außen etwas niedriger als im Einzel.

## Aufschlag

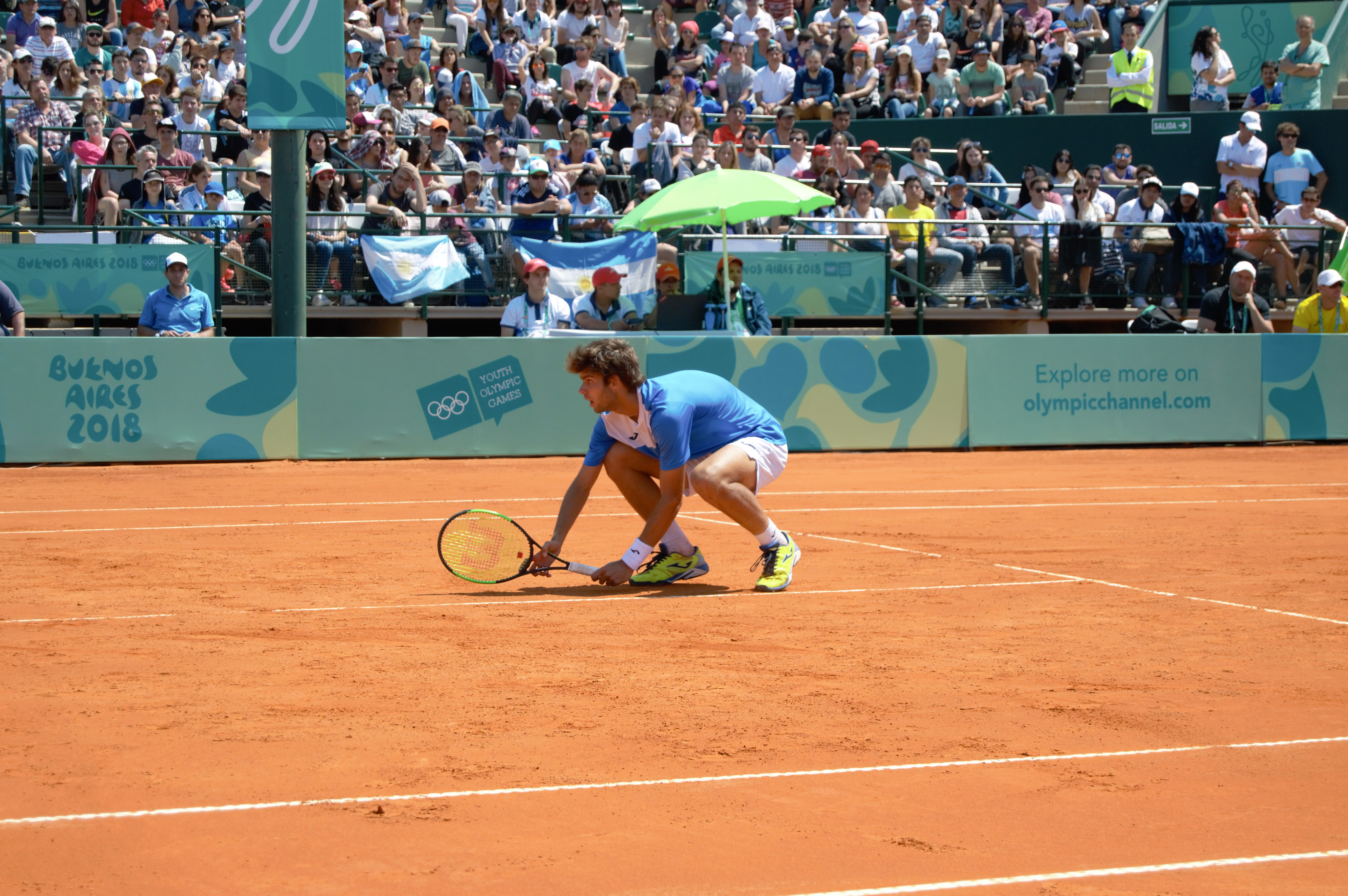
Partner des Aufschlägers am Netz

Im Doppel entscheidet jeweils das Doppelpaar, das im ersten Spiel eines jeden Satzes aufschlägt, welcher Spieler in diesem Spiel aufschlägt. Genauso entscheidet das gegnerische Doppelpaar vor Beginn des zweiten Spiels, welcher Spieler in diesem Spiel aufschlägt. Der Partner desjenigen Spielers, der im ersten Spiel aufgeschlagen hat, schlägt im dritten Spiel und der Partner desjenigen Spielers, der im zweiten Spiel aufgeschlagen hat, schlägt im vierten Spiel auf. Dieser Wechsel muss bis zur Beendigung des Satzes beibehalten werden. Der aufschlagende Spieler wechselt innerhalb eines Spieles nach jedem Punkt von rechts nach links und wieder zurück, während das retournierende Team ihre Positionen beibehält. Vor jedem Satz kann sich das Team für einen Wechsel entscheiden.
Das Doppelpaar, das im ersten Spiel eines jeden Satzes den Aufschlag zurückzuschlagen hat, entscheidet, welcher Spieler den Aufschlag zum ersten Punkt in diesem Spiel zurückschlägt. Genauso entscheidet das gegnerische Doppelpaar vor Beginn des zweiten Spiels, welcher Spieler den Aufschlag zum ersten Punkt dieses Spiels zurückschlägt. Der Partner desjenigen Spielers, der für den ersten Punkt des Spiels Rückschläger war, wird für den zweiten Punkt Rückschläger; dieser Wechsel muss bis zur Beendigung des Spiels und des Satzes beibehalten werden.
Der Aufschläger kann sich beliebig zwischen Mittelmarkierung und Außenlinie positionieren. Der Partner des Aufschlägers und der Partner des Rückschlägers dürfen jede Position auf ihrer eigenen Seite des Netzes, innerhalb oder außerhalb des Spielfeldes einnehmen. Wenn sich der Aufschlagende auf der linken Seite des Platzes befindet, spielt sein Partner in der Regel im rechten Aufschlagfeld und umgekehrt. Nach dem ersten Ballwechsel können sich die Spieler des Teams, das den Ball zurückgeschlagen hat, beliebig auf ihrer Seite des Platzes bewegen.
Bei der Standardaufstellung steht der Partner des Aufschlägers in Netznähe, der Partner des Rückschlägers an der T-Linie.
Es gilt als Fehler, wenn während eines Ballwechsels beide Spieler den Ball beim Schlagen berühren. Das rückschlagende Doppelpaar verliert den Punkt, wenn der Partner des Rückschlägers das Netz berührt, während der Ball im Spiel ist.
Bei einem Netzaufschlag (englisch Let) – falls der Ball beim Aufschlag das Netz berührt und danach im richtigen Aufschlagfeld aufkommt – wird der Aufschlag wiederholt. Über die generelle Einführung einer No-Let-Regel, die gelegentlich, etwa beim Fast4 Tennis eingesetzt wurde, wird kontrovers diskutiert. In diesem Fall wird das Spiel fortgesetzt und der Aufschlag nicht wiederholt. Dabei dürfen im Doppel beide Rückschläger den Ball zurückspielen.

### Australian Formation
Eine besondere Aufschlagstrategie ist die sogenannte Australian Formation, bei welcher der Partner der aufschlagenden Person im Aufschlagfeld vor der aufschlagenden Person steht. Für rechtshändige Spieler, die auf der linken Seite des Platzes aufschlagen, kann der retournierende Spieler dazu gebracht werden, den Ball auf die Vorhand der aufschlagenden Person zu spielen, was von Vorteil sein kann, wenn die Vorhand dieser Person stärker ist als ihre Rückhand und sie ihre Stärken ausspielen möchte. Wenn der Partner der aufschlagenden Person rechtshändig ist und er eine starke Vorhand hat, kann die Australian Formation auch zu empfehlen sein, wenn auf dieser Seite aufgeschlagen wird, weil sich die Vorhand des Spielers (anders als die Rückhand) in der Mitte des Platzes befindet. Bei der  Australian Formation kann das zurückschlagende Team durch die Änderung der Aufstellung aus dem Rhythmus gebracht werden.

## Zählweise
Grundsätzlich wird im Doppel genauso gezählt, wie im Einzel, das heißt, bis ein Team zwei Sätze mit jeweils sechs Spielen mit zwei Spielen Differenz gewonnen hat. In vielen Ligen oder Turnieren wie den Spielen der National Collegiate Athletic Association (NCAA) werden im Tennis-Doppel die Punkte ohne „Vorteil“ gezählt. Bei dieser Art der Punktevergabe müssen die Partner im Tennis-Doppel nicht mit 2 Punkten Abstand erfolgreich sein, um das Spiel zu gewinnen. In einem Spiel ohne Vorteil bedeutet der nächste Punkt den Sieg, nachdem der Spielstand 40:40 („Einstand“) ist. Meist wird beim Spielstand 6:6 in einem Satz ein Tie-Break gespielt.

### Tie-Break
Für ein Tie-Break gibt es 7 Punkte. Das Spiel dauert, bis ein Team mindestens 7 Punkte hat und mit mindestens 2 Punkten Abstand gewinnt. Hierfür gelten im Doppel abweichende Regeln. Der Aufschlag wird nicht im ganzen Spiel vom gleichen Spieler ausgeführt, sondern die Teams wechseln sich ab. Für den ersten Punkt schlägt das Team auf, das im nächsten Spiel aufschlagen sollte. Nach dem ersten Punkt schlägt ein Spieler des gegnerischen Teams 2 Punkte auf, dann wechseln die Teams jeweils alle 2 Punkte, bis das Tie-Break abgeschlossen ist. Bei jedem Wechsel des aufschlagenden Teams wechselt der aufschlagende Spieler des Teams. Während eines Tie-Break-Spiels haben die Spieler nach jeweils sechs Punkten die Seiten des Spielfeldes zu wechseln.

### Match-Tie-Break
In manchen Tennis-Doppeln spielen die Teams nur zwei komplette Sätze. Wenn jedes Team einen Satz gewinnt und der Spielstand 1:1 in Sätzen beträgt, folgt daraus ein Match-Tie-Break anstelle eines dritten Satzes. In diesen Fällen wird das Tie-Break bis 10 und nicht bis 7 gespielt, wobei das siegreiche Team unverändert mit 2 Punkten Abstand gewinnen muss.

## Strategie

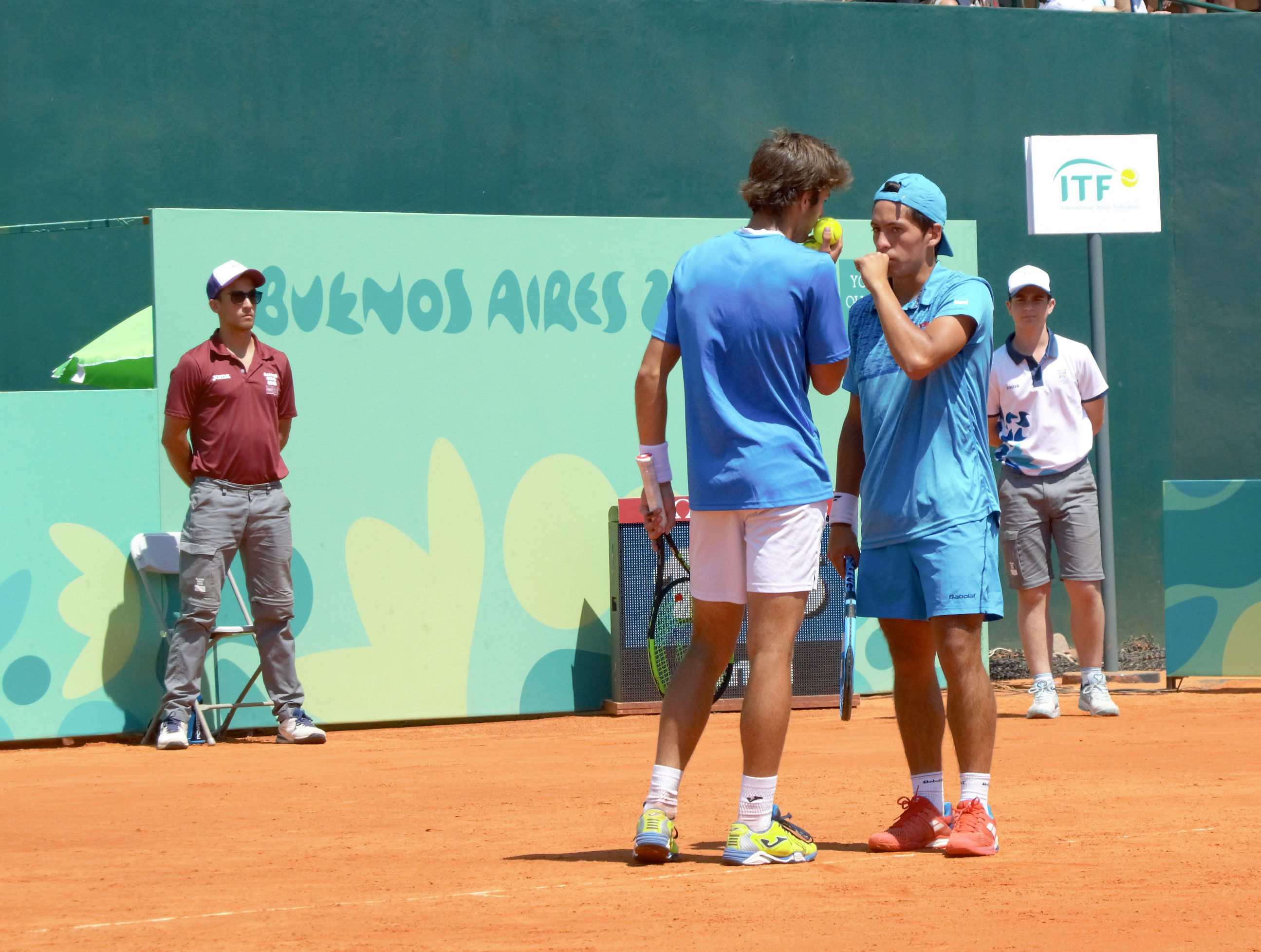
Ein Doppelteam bei der Absprache

Das Doppel verlangt etwas andere Stärken, als das Einzel. Wichtig ist der Aufschlag und der Return sowie das Volleyspiel, gefolgt vom Lob und Smash. Die beiden Spieler eines Teams müssen versuchen, das gesamte Spielfeld abzudecken, ggf. muss schnell von einer Seite auf die andere gewechselt und das Spielfeld nach vorne und hinten abgedeckt werden. Ein auf einander eingespieltes Team ist hier von Vorteil. Vor dem Aufschlag sprechen sich die beiden Teammitglieder ab, wohin der Aufschlag platziert werden soll. Um ein Lippenlesen zu verhindern, bedecken sie dabei meist den Mund. Eine andere Variante der Kommunikation ist die Zeichensprache. Dabei zeigt der am Netz stehende Spieler dem Aufschläger an, wohin er sich vor dem Return bewegen wird. Alternativ kann der Partner am Netz dem Aufschläger mit einer abgesprochenen Geste hinter seinem Rücken signalisieren, wohin dieser aufschlagen soll. Das Serve-and-Volley-Spiel ist eine beliebte Spielstrategie. Ebenso sprechen sich die Spieler ab, wer von beiden einen durch die Mitte gespielten Ball annimmt. Die Spieler eines Teams können sich durch Zuruf signalisieren, wer während eines Ballwechsels den Ball annimmt oder ob ein Ball ins „Aus“ fliegt.

## Rollstuhltennis

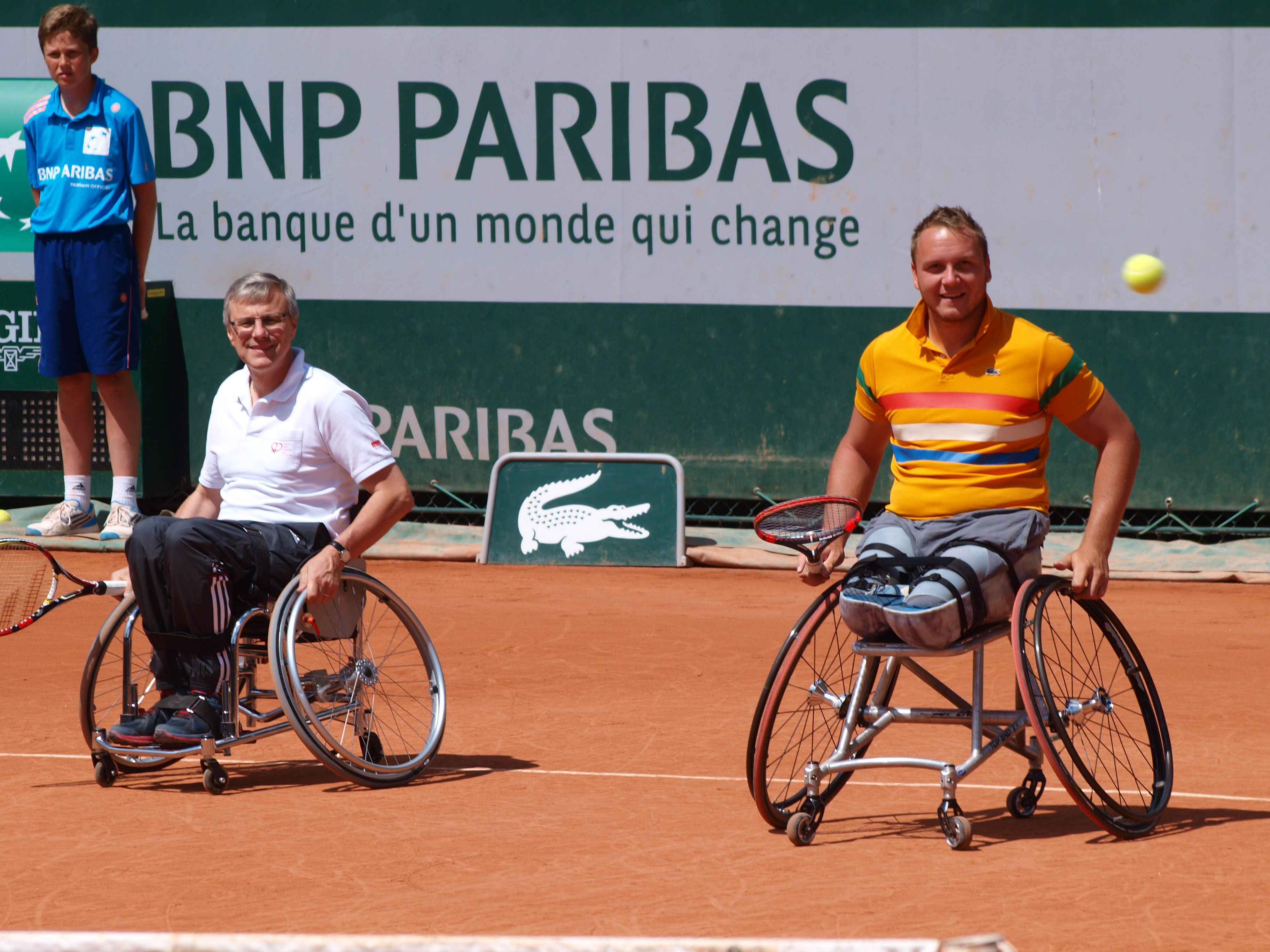
Rollstuhltennisdoppel bei den French Open 2014

Beim Doppel im Rollstuhltennis entsprechen die Regeln im Wesentlichen den allgemeinen Tennisregeln. Die einzige größere Ausnahme ist, dass der Ball zweimal aufspringen darf, beim zweiten Mal auch außerhalb des Felds, um regelkonform gespielt zu werden. Der Rollstuhl wird regeltechnisch als Körperteil angesehen. Berührt der Ball also den Rollstuhl eines der Spieler, so verliert das Team den Punkt. Ebenso ist es nicht erlaubt, das Netz mit dem Rollstuhl zu berühren. Bei „gemischten“ Matches zwischen Rollstuhltennisspielern und nichtbehinderten Spielern gelten für jeden Spieler die für ihn üblichen Regeln.  Rollstuhltennisspieler dürfen den Ball demnach zweimal aufspringen lassen, nichtbehinderte Spieler einmal.

## Zukünftige Entwicklungen
Die ATP unternimmt Versuche, das Doppel attraktiver zu machen. Hierfür werden testweise geänderte Regeln ausprobiert. Die Pausen zwischen den Ballwechseln sollen verkürzt werden, ebenso die Pausen beim Seitenwechsel. Die Spieler sollen mit Mikrophonen ausgestattet werden, damit das Publikum Konversationen zwischen den Spielern mitverfolgen kann. Ebenso ist das Publikum gehalten, die Spieler auch während eines Ballwechsels anzufeuern.